# میلک (هیرمند)
میلَک، روستایی است از توابع شهرستان هیرمند، بخش مرکزی شهرستان هیرمند در استان سیستان و بلوچستان است. این روستا هم‌مرز کشور افغانستان است. پایانه مرزی میلک و پل بزرگ ابریشم بر روی رودخانه هیرمند در مجاورت این روستا قرار دارد که محل بازارچه و گذرگاه مرزی میلک در مرز افغانستان و ایران است.
بنیانگذار این روستا میرزا نورمحمد یارمحمدی می باشد.

## جمعیت
میلک در دهستان جهان‌آباد قرار دارد و بر اساس سرشماری سال ۱۳۸۵ جمعیت آن (۴۴۴ خانوار) ۲٬۳۸۵ نفر است.

## اطلاعات
میلک بزرگ‌ترین روستای شهرستان هیرمند است که ۲۱ کیلومتر از مرکز این شهرستان فاصله دارد و در ۴۰ کیلومتری شهرستان زابل واقع گردیده با ۳۰۰۰ تن سکنه که ساکنان این روستا ، یارمحمدی، میری، نارویی، براهویی، دهمرده، میر، میربلوچ زهی، بامری، میربزرگ و... هستند.